# Musée archéologique de Sicyone
Le Musée archéologique de Sicyone (en grec moderne : Αρχαιολογικό Μουσείο Σικυώνας, Archaiologikó Mousío Sikyónas) est un musée en Grèce, situé à Sicyone, dans le dème des Sicyoniens (anciennement Vassiliko), en Corinthie (Péloponnèse).

## Le musée

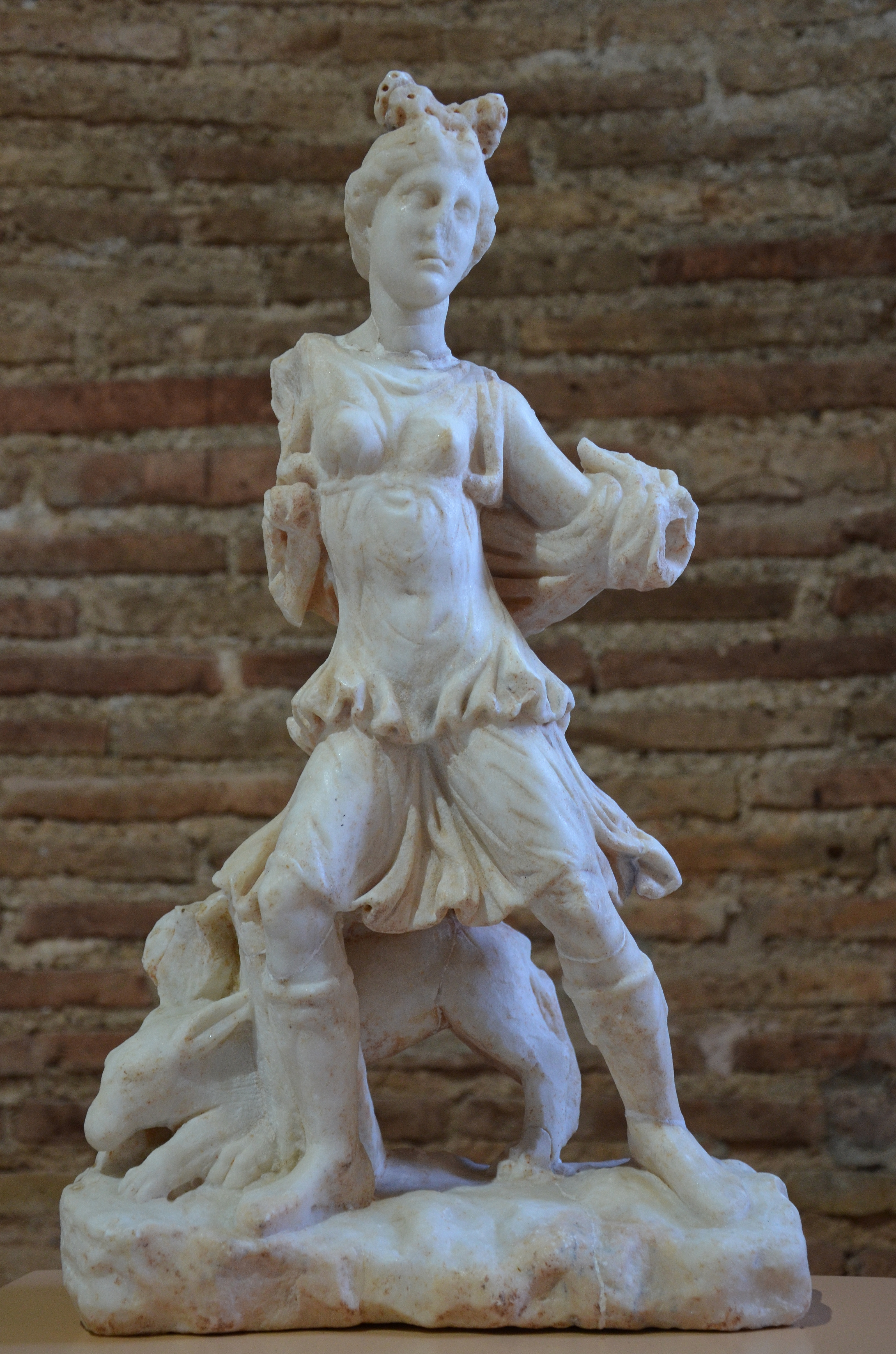
Statue d’Artémis, copie romaine du IIe siècle d’un original de l’époque hellénistique.

Le Musée archéologique de Sicyone a été créé en 1935, dans une partie des thermes romains.

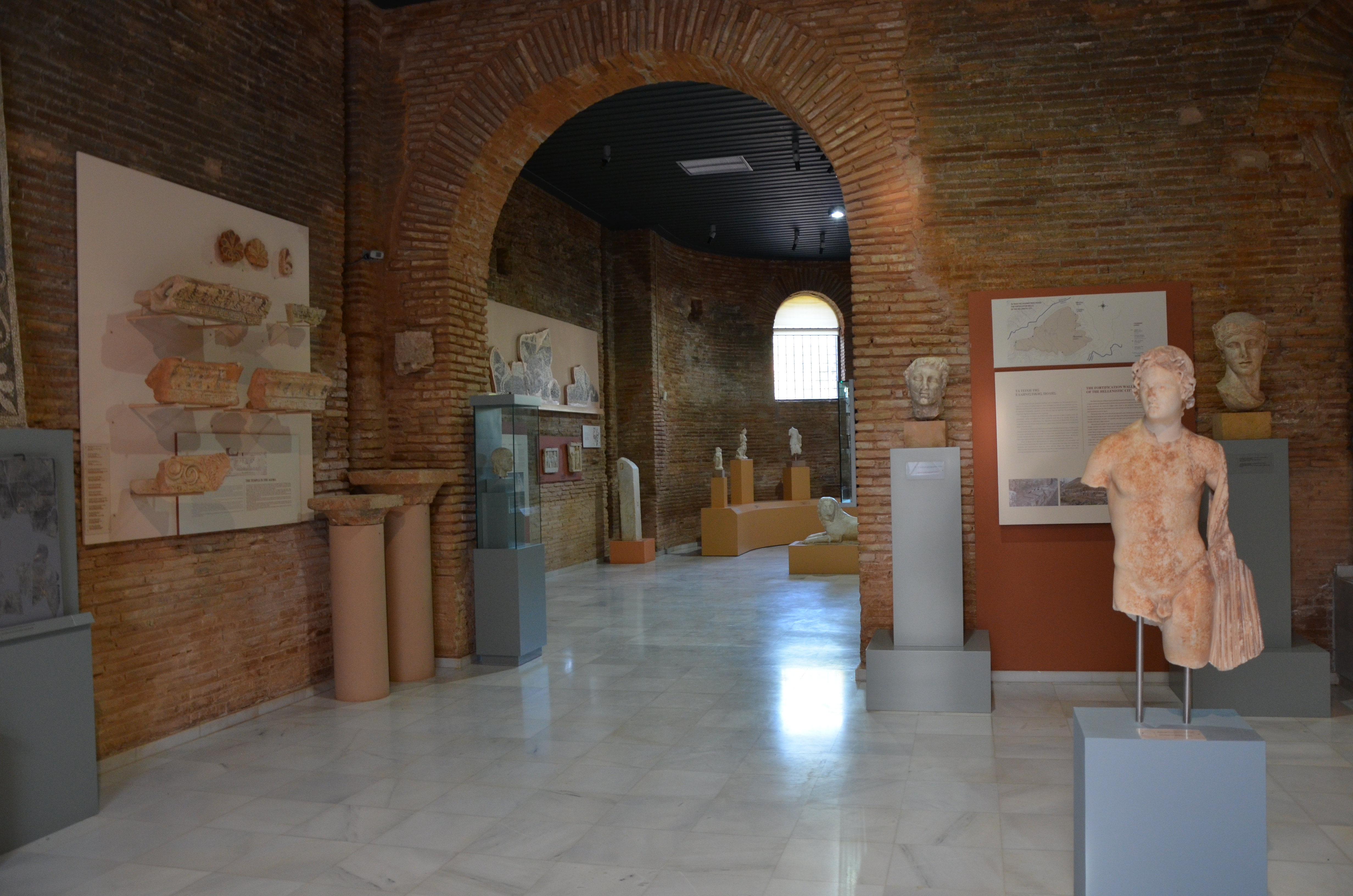
Une salle du musée.
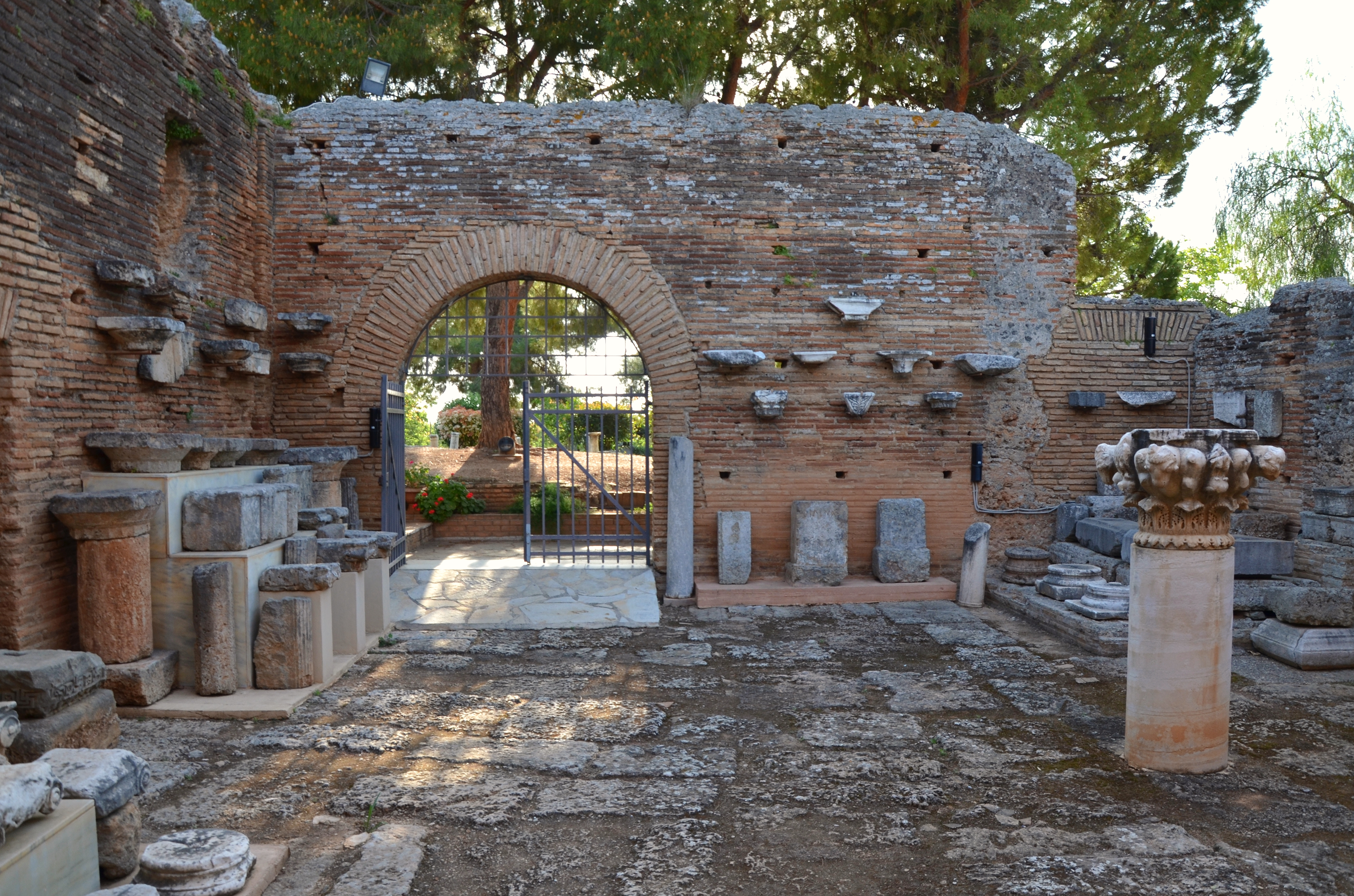
Cour du musée.
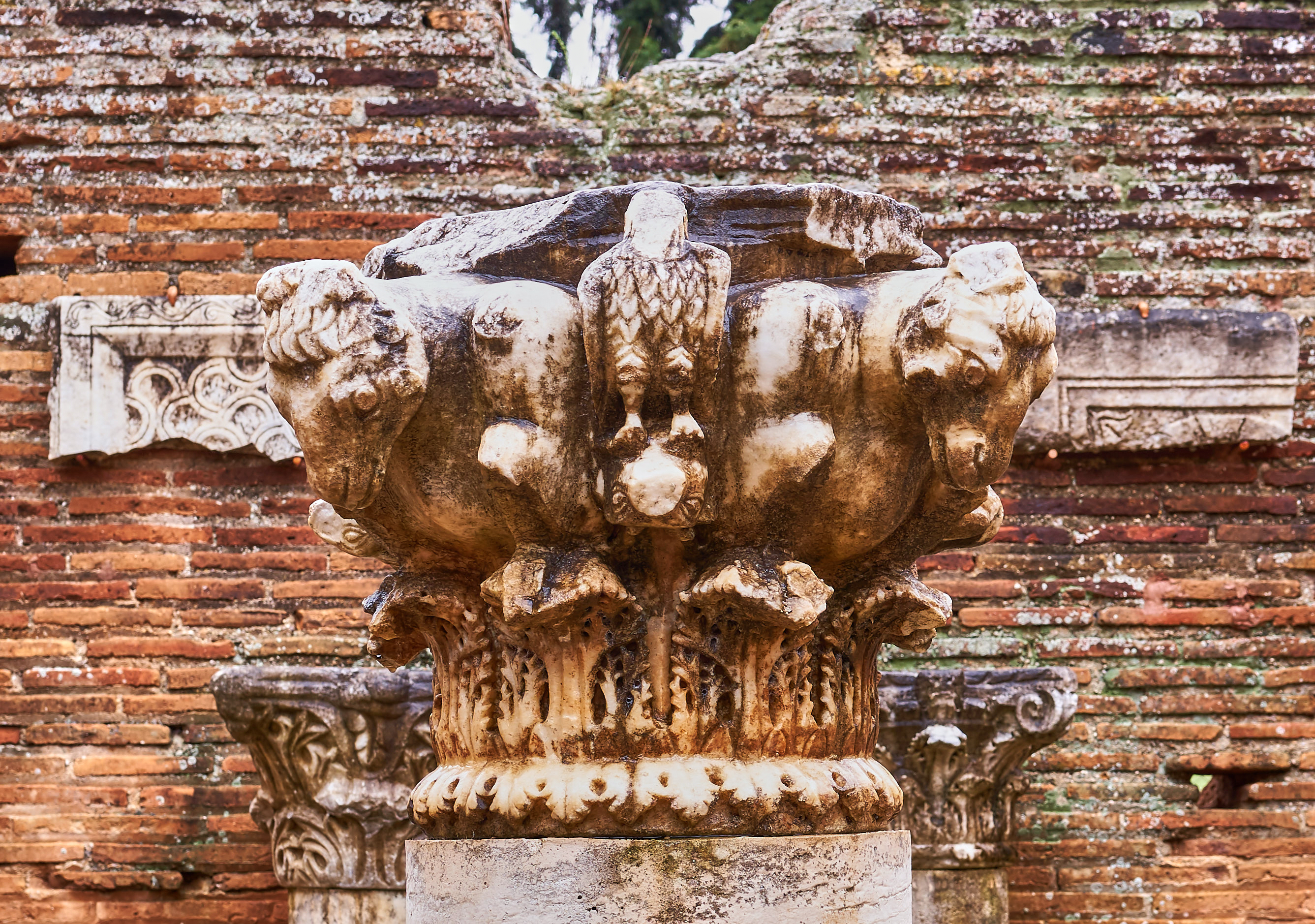
Chapiteau corinthien.

## Collections
La collection comprend une série de pièces archéologiques des villes antiques de Sicyone, Stymphale, Pellène et la grotte de Pitsos, ainsi que des environs, issues de périodes comprises entre l’époque mycénienne et le christianisme primitif.
Parmi les plus remarquables figurent les vases mycéniens de Xylókastro, une statue d’Artémis et un buste d’Apollon.
Il y a aussi des objets en céramique de la Sicyone antique, des figurines, des inscriptions, des sols en mosaïque et des sculptures paléochrétiennes et byzantines.

Collections du Musée archéologique de Sicyone
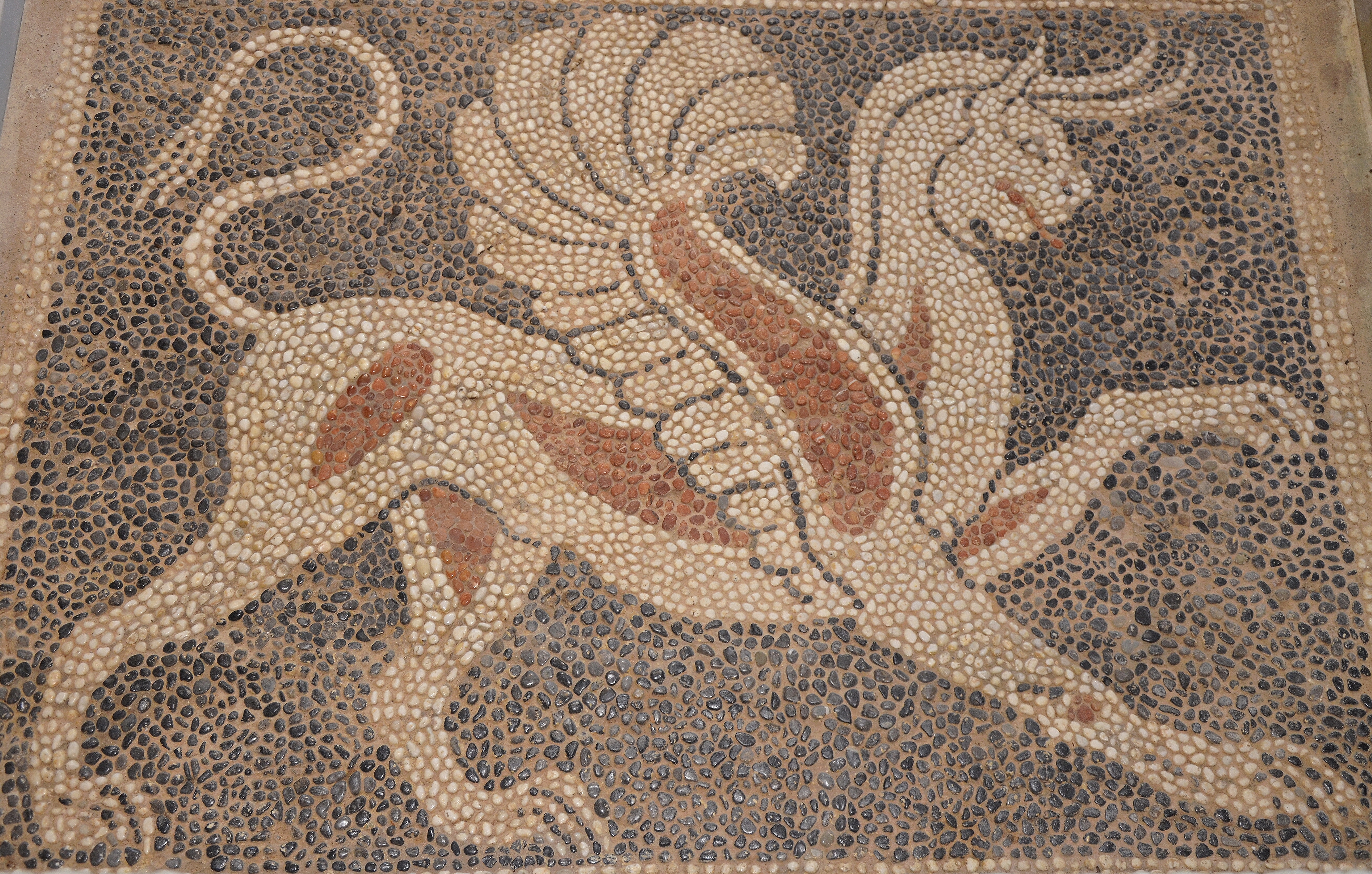
Mosaïque représentant un griffon (IVe siècle av. J.-C.).
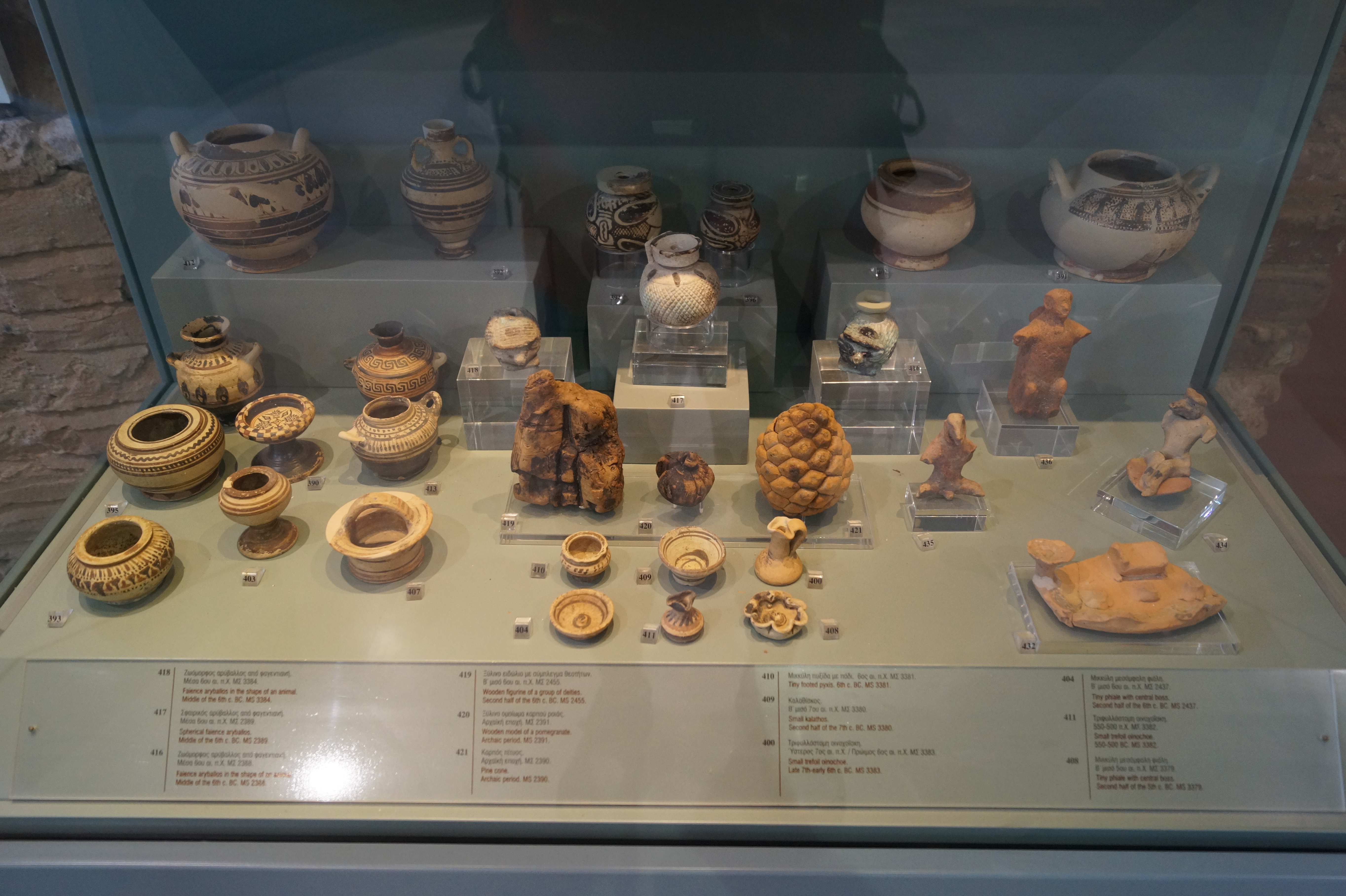
Découvertes de la grotte de Pitsa.
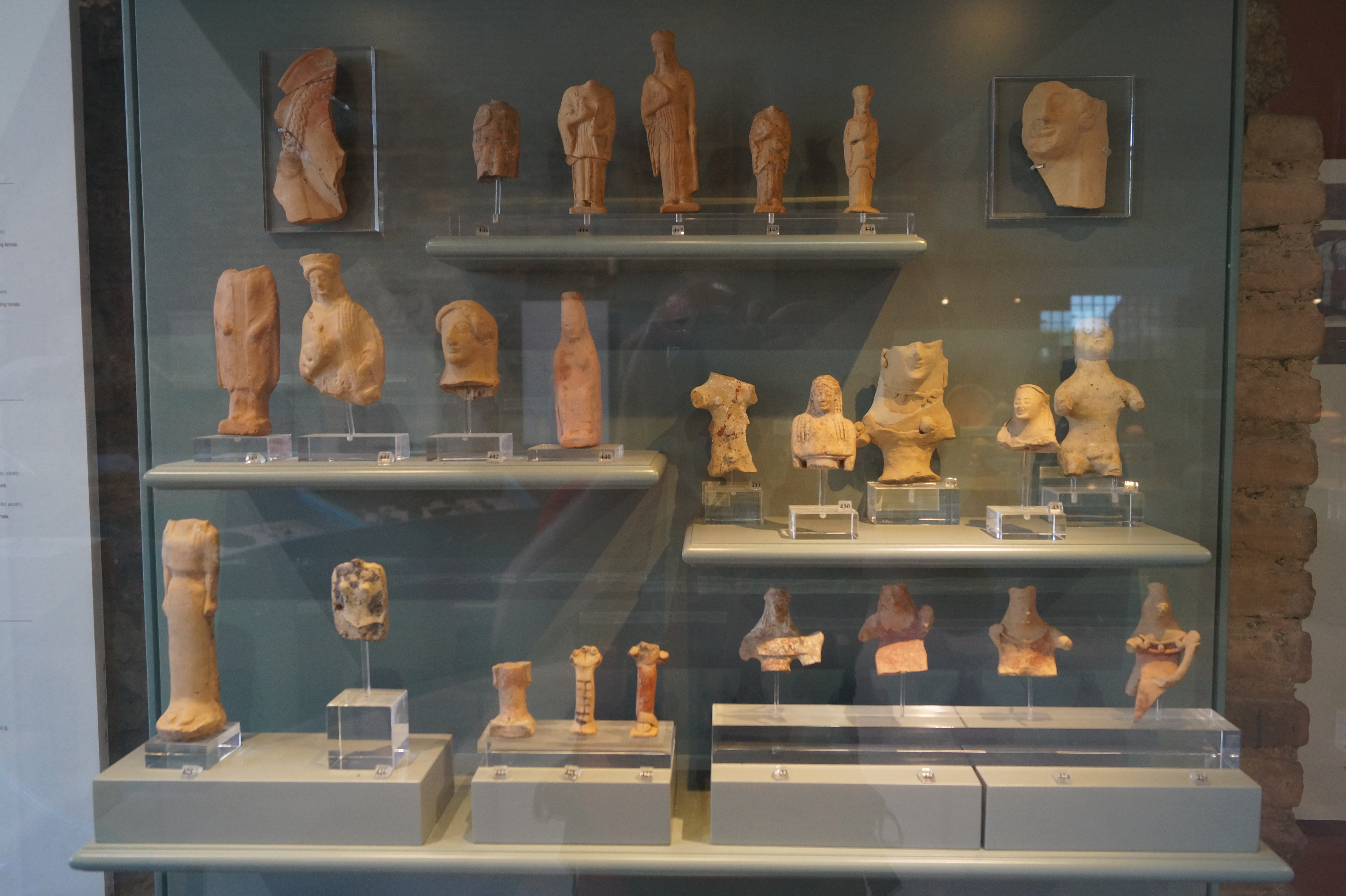
Découvertes de la grotte de Pitsa.
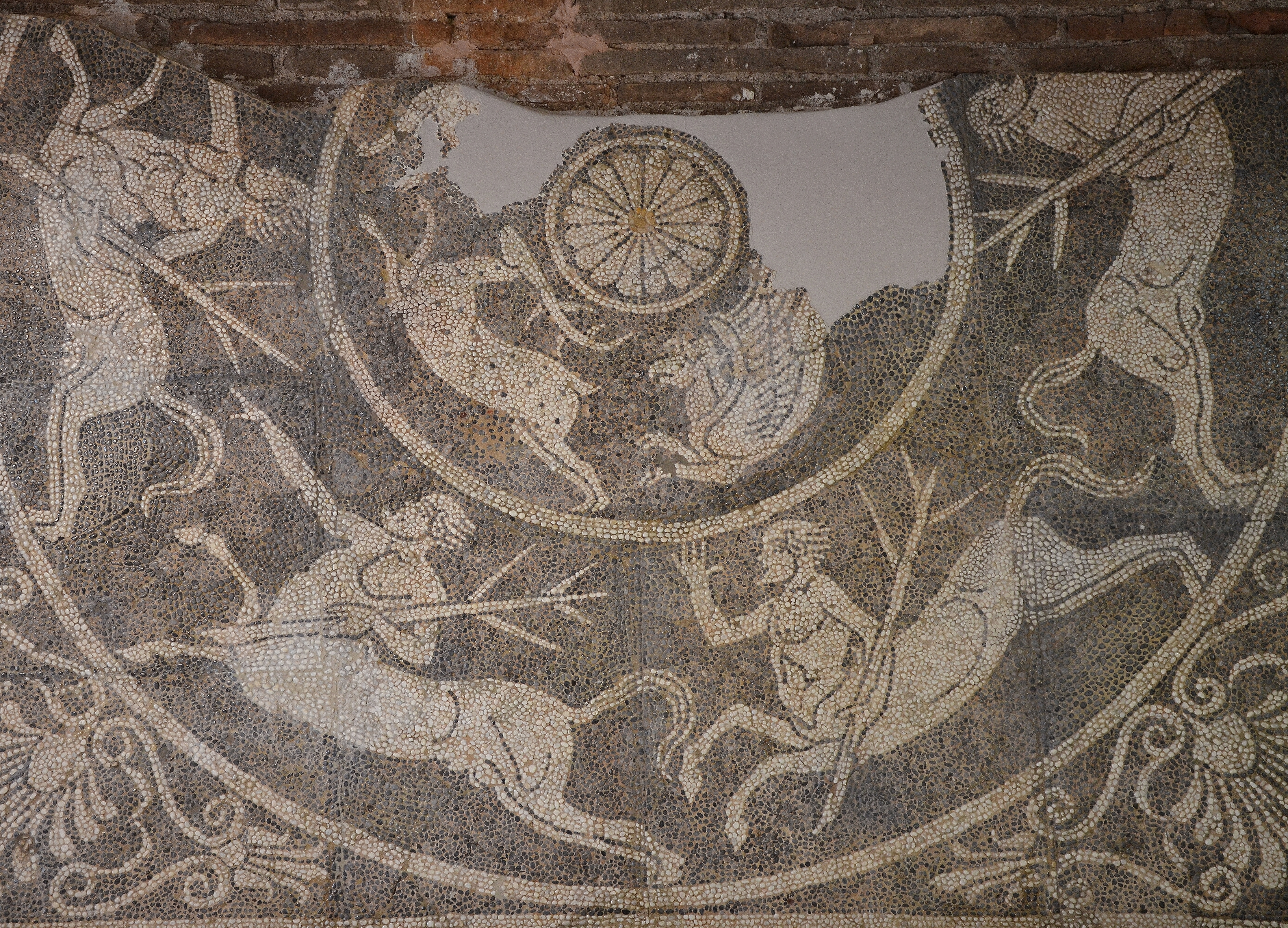
Mosaïques au sol, centaures et animaux, 300 av. JC
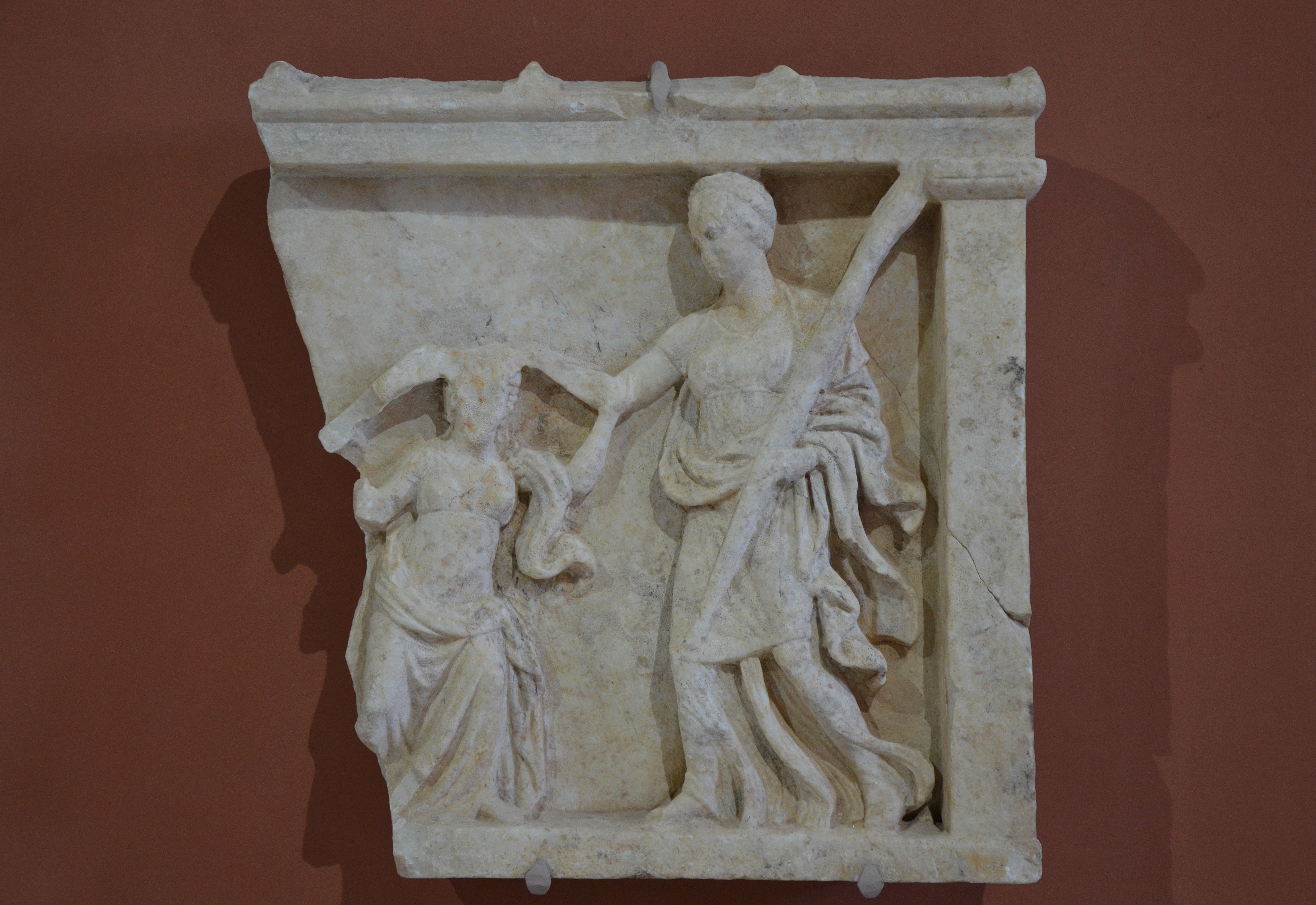
Stèle votive : Artémis ou Hécate.
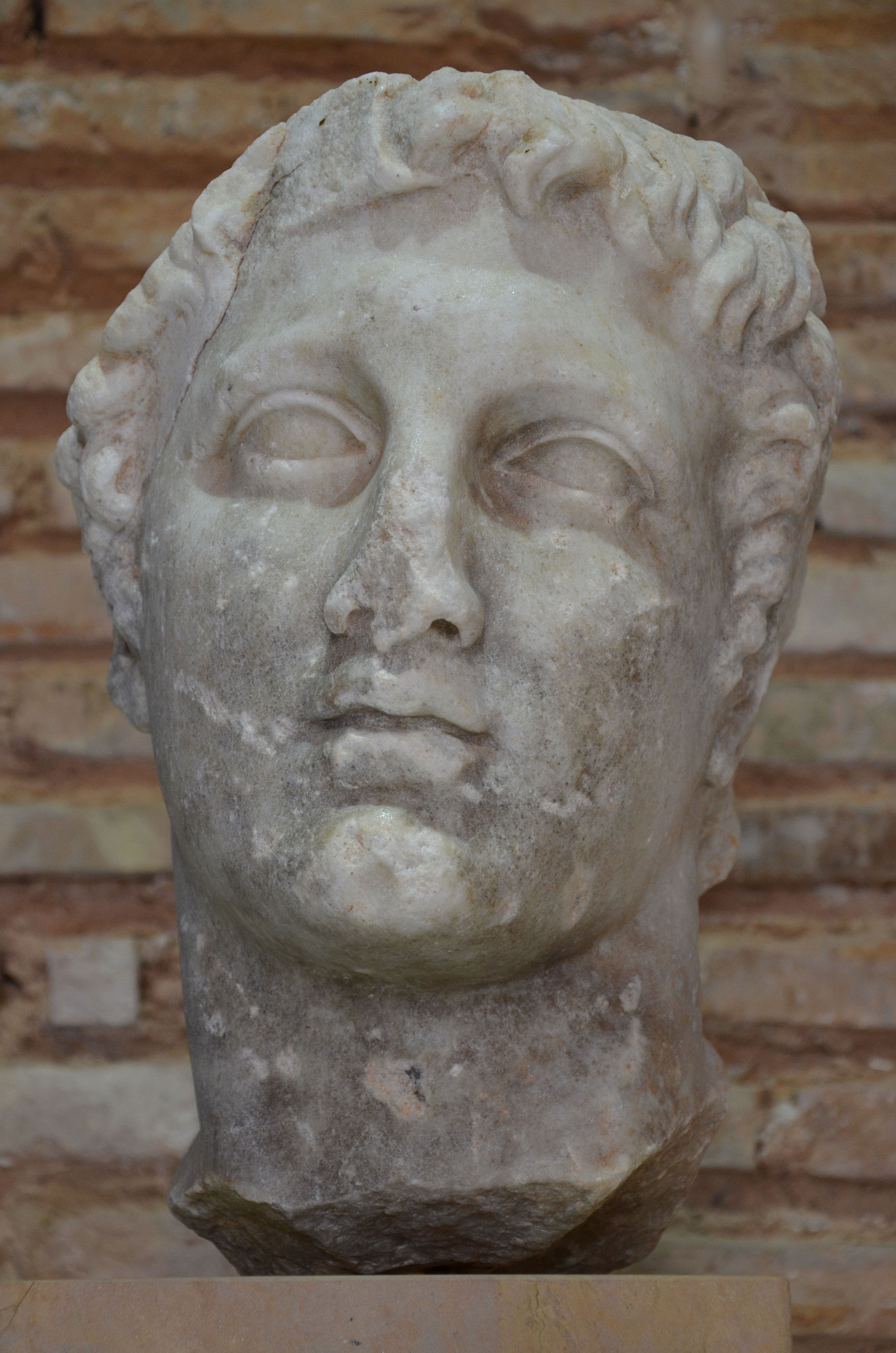
Tête d'homme (Démétrios Poliorcète ?)
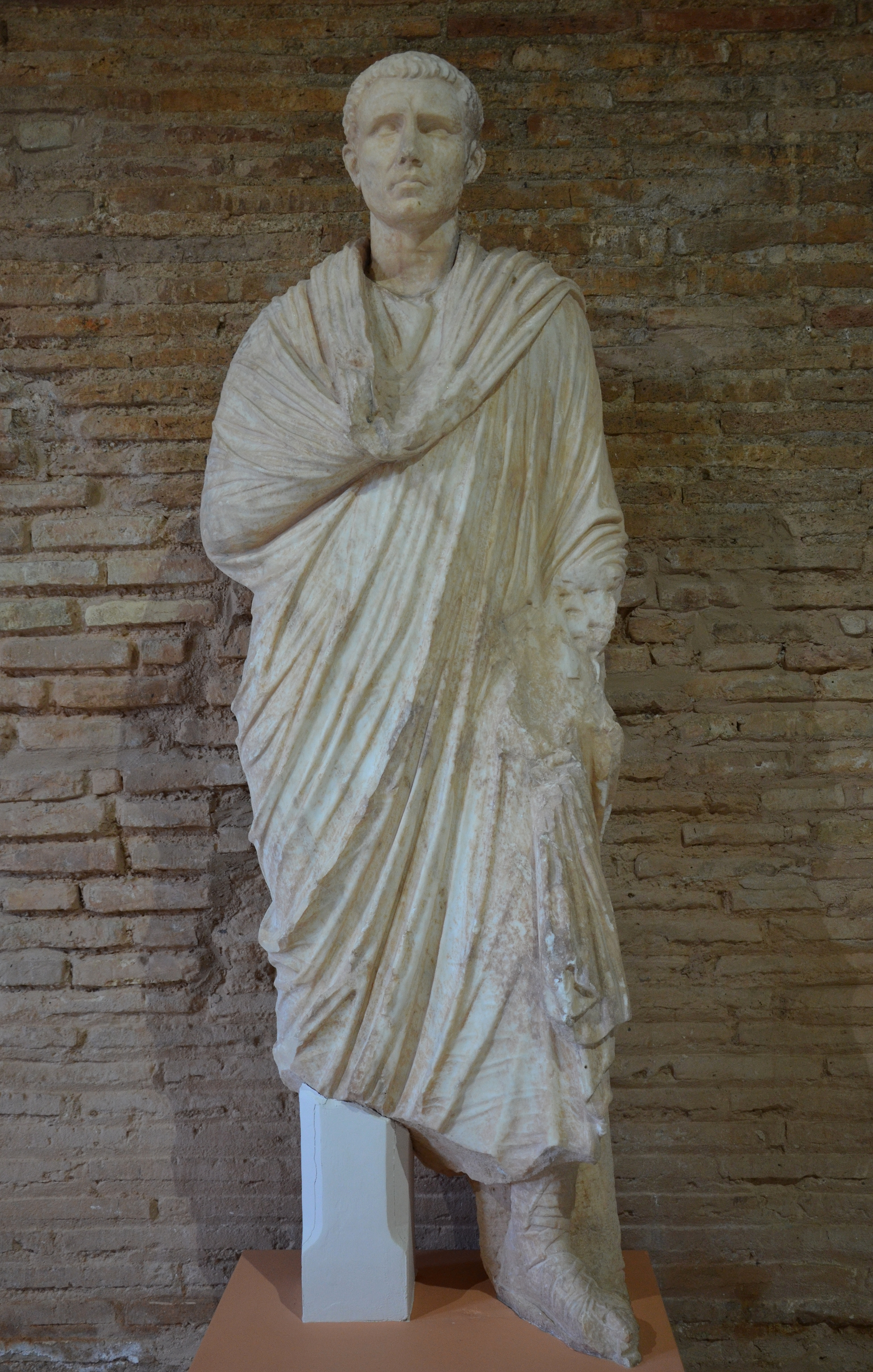
Statue masculine du gymnase, Ier s. av. JC